# Rociu, Argeș
Rociu este satul de reședință al comunei cu același nume din județul Argeș, Muntenia, România.

## Personalități
- Nicolae Angelescu (1931 - 2014), medic chirurg